# Друга лига Републике Српске у фудбалу — Исток 2009/10.
Друга лига Републике Српске у фудбалу — Исток 2009/10. је друго такмичење групе Исток у петнаестој по реду сезони Друге лиге Републике Српске у организацији Фудбалског савеза Републике Српске. У групи Исток се такмичило 16 клубова у 30 кола. Посљедње 30. коло је завршено 30. маја 2010.
Побједник је Напредак из Доњег Шепка који је стекао право на улазак у Прву лигу Српске 2010/11. Међутим, Напредак је по завршетку сезоне 6. јула 2010. издао саопштење у коме се каже да због финансијских потешкоћа клуб одустаје од уласка у Прву лигу Српске 2010/11. Извршни одбор Фудбалског савеза Републике Српске је након овога донио одлуку да 12. пласирани прволигаш Романија са Пала и другопласирани друголигаш групе Исток Подриње из Јање одиграју два бараж меча чији побједник улази у Прву лигу Српске 2010/11. Фудбалски савез Републике Српске је донио и одлуку да у баражним мечевима могу да наступе само играчи који су били клупски чланови у сезони 2009/10. Први бараж меч између Романије и Подриња је одигран 31. јула на Плама, а реванш 7. августа 2010. у Јањи. Резултат првог меча је био 1:1, а другог 2:1 за екипу из Јање, чиме се Подриње пласирало у Прву лигу Српске 2010/11.
У Регионалну лигу Српске су испали Херцеговац из Билеће, Братство из Братунца, Власеница и Вележ из Невесиња.

## Коначна табела
| Плас. | Тим                     | ИГ | Д  | Н  | ИЗ | ГД | ГП | ГР  | Бод | Прелазак у друге лиге                      |
| ----- | ----------------------- | -- | -- | -- | -- | -- | -- | --- | --- | ------------------------------------------ |
| 1.    | Напредак, Доњи Шепак    | 30 | 20 | 9  | 1  | 65 | 17 | +48 | 69  | Шампион Друге лиге Српске — Исток 2009/10. |
| 2.    | Подриње, Јања           | 30 | 19 | 6  | 5  | 58 | 16 | +42 | 63  | Прешао у Прву лигу Српске 2010/11.         |
| 3.    | Јединство, Брчко        | 30 | 18 | 8  | 4  | 51 | 30 | +21 | 62  |                                            |
| 4.    | Рудар, Угљевик          | 30 | 14 | 8  | 8  | 45 | 30 | +15 | 50  |                                            |
| 5.    | Горица, Пучиле          | 30 | 13 | 7  | 10 | 38 | 27 | +11 | 46  |                                            |
| 6.    | Гласинац, Соколац       | 30 | 13 | 4  | 13 | 34 | 30 | +4  | 43  |                                            |
| 7.    | Милићи                  | 30 | 12 | 6  | 12 | 32 | 38 | -6  | 42  |                                            |
| 8.    | Јединство, Бродац       | 30 | 12 | 4  | 14 | 51 | 50 | +1  | 40  |                                            |
| 9.    | Младост, Велика Обарска | 30 | 9  | 13 | 8  | 36 | 27 | +9  | 40  |                                            |
| 10.   | Младост, Рогатица       | 30 | 12 | 3  | 15 | 42 | 47 | -5  | 39  |                                            |
| 11.   | Локомотива, Брчко       | 30 | 10 | 8  | 12 | 39 | 38 | +1  | 38  |                                            |
| 12.   | Пролетер, Дворови       | 30 | 11 | 4  | 15 | 50 | 66 | -16 | 37  |                                            |
| 13.   | Вележ, Невесиње         | 30 | 10 | 6  | 14 | 32 | 54 | -22 | 36  | Испали у Регионалну лигу Републике Српске  |
| 14.   | Власеница               | 29 | 9  | 5  | 15 | 34 | 34 | 0   | 32  | Испали у Регионалну лигу Републике Српске  |
| 15.   | Братство, Братунац      | 30 | 5  | 4  | 21 | 30 | 85 | -55 | 18  | Испали у Регионалну лигу Републике Српске  |
| 16.   | Херцеговац, Билећа      | 29 | 3  | 3  | 23 | 14 | 62 | -48 | 12  | Испали у Регионалну лигу Републике Српске  |

ИГ = Играо утакмица; Д = Добио; Н = Нерјешено; ИЗ = Изгубио; ГД = Голова дао; ГП = Голова примио; ГР = Гол-разлика ; Бод = Бодови
- Екипа Власенице и Херцеговца су одаграле једно коло мање јер екипа Херцеговца није допутовала на меч посљедњег 30. кола.

| Првак Друге лиге Републике Српске — Исток 2009/10. |
| -------------------------------------------------- |
| ФК Напредак Доњи Шепак 1. титула                   |